# Angela Richter (Regisseurin)

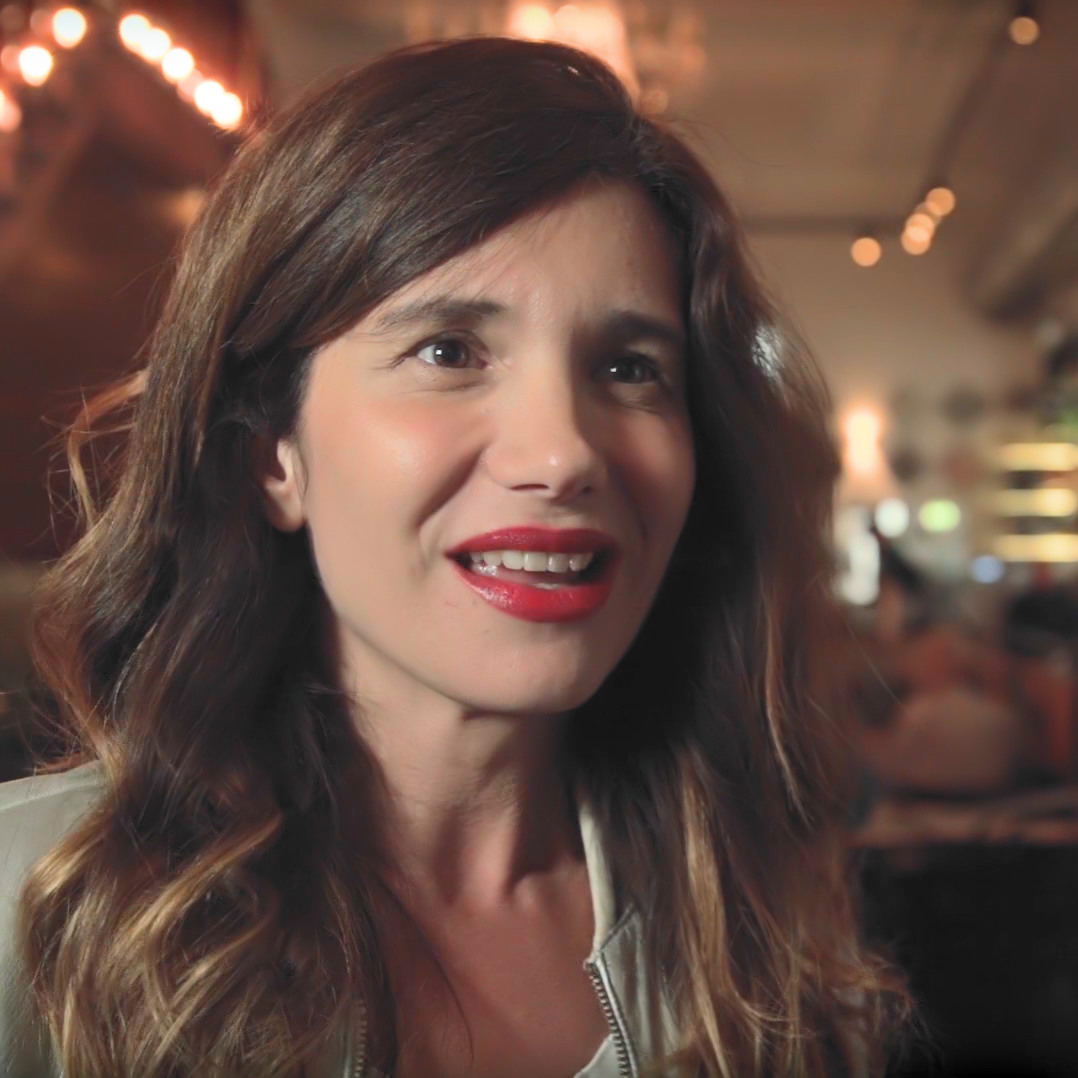
Angela Richter (2016)

Angela Richter (* 1970 in Ravensburg, geb. Angela Asanovic) ist eine deutsche Regisseurin und Aktivistin. In der Spielzeit 2013/2014 war sie eine von vier Hausregisseuren am Schauspiel Köln.

## Leben
Richters Eltern stammen aus Split und sind Ende der 1960er-Jahre nach Deutschland eingewandert. Richter hat drei Brüder. Sie studierte Theaterregie bei Jürgen Flimm an der Hochschule für Musik und Theater Hamburg, war von 1996 bis 2000 Mitglied der Hamburger Künstlergruppe Akademie Isotrop, u. a. zusammen mit Jonathan Meese, André Butzer, Birgit Megerle und Roberto Ohrt. Seit 2001 arbeitet Richter als Regisseurin. 2006 gründete sie das Theater Fleetstreet in Hamburg, das sie bis 2010 leitete.
Für ihre Inszenierung von Der Fall Esra, die auf dem verbotenen Roman Esra von Maxim Biller basiert, erhielt sie 2009 den Rolf-Mares-Preis. Richter ist Mitglied der Partei Bewegung Demokratie in Europa 2025 (DiEM25). 2016 war sie am Kapitalismustribunal in Wien beteiligt. Richter engagierte sich für Julian Assange, der in London in Auslieferungshaft saß. Seit 2022 ist Richter Professorin für Regie an der Hochschule für Musik und Darstellende Kunst Frankfurt (HfMDK).
Angela Richter lebt in Berlin und Köln und war mit dem bildenden Künstler Daniel Richter verheiratet.

## Theaterarbeit
Intensive Recherchen zu einem Thema sind Ausgangspunkt der Stückentwicklungen von Angela Richter. Die Textgrundlage ihrer Theaterabende bilden Gespräche und Interviews, die sie in der Vorbereitungszeit, aber auch noch bis kurz vor der Premiere während der Proben führt. Im Zuge der Auseinandersetzung mit dem Recherchematerial entsteht mit den Schauspielern auf der Bühne ein Textkonzentrat, das sehr wohl durch einzelne Modulationen, Verschiebungen und Überlagerung geprägt ist: „Auch wenn ich mit großer Demut an diese Interviews herangehe, ist es doch so, dass ich sehr stark verändere, auch mal schummele und den Leuten etwas in den Mund lege, was mir in den Kram passt. Also keine Lügen, aber überspitzte Formulierungen, die dramaturgisch einfach passen.“ Im Hinblick auf die Vorgehensweise der Regisseurin schlägt der Kölner Intendant Stefan Bachmann als Gattungsbezeichnung Gonzo-Theater vor: In Erinnerung an Hunter S. Thompson, der Fiktion und Realität, Journalismus und Schriftstellerei rauschhaft vermengte.
Kennzeichnend für ihre Stückentwicklungen ist ebenso deren variable Struktur: In Reaktion auf aktuelle gesellschaftspolitische Ereignisse bleiben diese noch weit über den Zeitpunkt der Premiere hinaus offen für Veränderungen. Diese Praxis wird besonders an ihrem Stück Assassinate Assange deutlich, das im September 2012 in der Hamburger Kulturfabrik Kampnagel uraufführt wurde und in dem sich Angela Richter mit dem WikiLeaks-Gründer Julian Assange auseinandersetzt. Das Gerüst des Theaterstücks liefern Interviews, die Angela Richter über einen längeren Zeitraum mit Julian Assange geführt hat.
Im November 2013 erarbeitete die Regisseurin anlässlich der Inszenierung Assassinate Assange – Reloaded am Schauspiel Köln eine aktuelle Fassung, für die sie Julian Assange erneut in der ecuadorianischen Botschaft in London besuchte, um mit ihm in längeren Gesprächsrunden u. a. über den NSA-Spionage-Skandal und über Edward Snowdens Flucht und sein Exil in Russland zu sprechen.
Seither besucht die Regisseurin nicht nur regelmäßig den WikiLeaks-Gründer in London, sondern engagiert sich verstärkt auf Diskussionspodien (u. a. Netzkultur: Einspruch! Freundschaft zwischen Avantgarde und Nerdtum) sowie in diversen Printmedien (Der Spiegel, Monopol – Magazin für Kunst und Leben, Interview Magazine, Revue – Magazine for the Next Society) für Internetaktivisten und Hacktivisten.
2015 inszenierte sie am Schauspiel Köln das Theaterstück "Supernerds - Ein Überwachungsabend", das sich mit der digitalen Überwachung beschäftigt. Das Projekt wurde live auf WDR übertragen, im Anschluss gab es die 90-minütige Hintergrund-Dokumentation "Digitale Dissidenten" zu sehen. Der Film beschäftigt sich mit Motivation und Schicksal von Whistleblowern, Hackern und Aktivisten wie Edward Snowden oder Julian Assange. Zum Projekt ist außerdem das Buch "SUPERNERDS" im Alexander Verlag Berlin erschienen.

## Inszenierungen (Auswahl)
- 1999: Revolution Evolution Exekution Aufführung mit der Akademie Isotrop im Der Kunstverein in Kunstverein Bremen
- 2000: Bericht für meine Akademie nach Der grüne Kakadu von Arthur Schnitzler, aufgeführt im Rahmen des Festivals „Die Wüste Lebt“ in den Hamburger Kammerspielen
- 2001: Versaut nach dem Roman Truismes von Marie Darrieussecq, Diplom 2001 in der Hamburger Kulturfabrik Kampnagel, im Mai 2001 Gastspiel im Jungen Theater Göttingen
- 2001: Alles wird in Flammen stehen Inszenierung von Texten von Dirk von Lowtzow im Rahmen des Autorenfestivals Dramatik 01 am Schauspielhaus Hannover
- 2003: L’Amérique am Neuen Cinema des Deutschen Schauspielhauses Hamburg mit der Band Les Robespierres und Melissa Logan
- 2003: Lear – Ungehorsam, unfreiwillig nach William Shakespeare an den Sophiensaelen in Berlin
- 2004: Jetlag #1 im Rahmen von X-Wohnungen, einem Raumprojekt des Hebbel am Ufer
- 2005: Magic Afternoon von Wolfgang Bauer in der Kulturfabrik Kampnagel, Hamburg
- 2006: Ich gegen mich an der Fleetstreet Hamburg
- 2006: Verschwör dich gegen dich frei nach John Cassavetes an den Sophiensaelen in Berlin und den Deichtorhallen in Hamburg
- 2006: It's lonely at the top im Rahmen der Veranstaltung Der Berg am Volkspalast in Berlin
- 2006: Kennen Sie diesen Mann an der Fleetstreet in Hamburg
- 2007: Der Kirschgarten von Anton Tschechow in der Kulturfabrik Kampnagel, Hamburg
- 2008: Jeff Koons von Rainald Goetz am Hebbel am Ufer Berlin
- 2008: X-Wohnungen am Hebbel am Ufer Berlin
- 2009: Der Fall Esra, basierend auf dem verbotenen Roman Esra von Maxim Biller in der Kulturfabrik Kampnagel, Hamburg
- 2009: X-Wohnungen, brut Wien
- 2010: Vive la Crise an der Garage X Theater Petersplatz in Wien
- 2010: Tod in Theben von Jon Fosse bei den Salzburger Festspielen
- 2010: Liebe Deinen Untergang am Theater Oberhausen
- 2011: Berghain Boogie Woogie am Hebbel am Ufer Berlin
- 2011: Leiwand Empire an der Garage X Wien, Text: Angela Richter, Jens Dietrich
- 2012: Assassinate Assange in der Kulturfabrik Kampnagel, Hamburg
- 2013: Kippenberger! Ein Exzess des Moments am Schauspiel Köln
- 2013: Assassinate Assange – Reloaded am Schauspiel Köln
- 2014: Brain and Beauty. Eine Suche nach dem Gesicht der Zukunft am Schauspiel Köln
- 2015: Supernerds am Schauspiel Köln
- 2016: Silk Road, Ein Ausflug auf die tote Seitenstraße des Darknet am Schauspiel Köln
- 2019: Antigone von Slavoj Žižek am Kroatischen Nationaltheater in Zagreb

## Auszeichnung
- 2009: Rolf-Mares-Preis

## Publikationen
- Legenden: Lunch mit dem Staatsfeind, in Der Spiegel, H. 28 2011, S. 104–106.
- Sind Nerds die neue Avantgarde?, in Monopol – Magazin für Kunst und Leben 02/2014, S. 70–73.
- Was die Künstler nicht mehr machen können, das machen wir jetzt. In: Haus Bartleby (Hg.): Das Kapitalismustribunal, Zur Revolution der ökonomischen Rechte (Das rote Buch). Herausgegeben von Alix Faßmann, Anselm Lenz und Hendrik Sodenkamp. Übersetzt von Corinna Popp, Viktor Kucharski, Anselm Lenz. Haus Bartleby e. V., Wien: Passagen Verlag 2016, ISBN 978-3-7092-0220-3, S. 29–33